# Lucien Sève
Lucien Sève (Chambéry, 9 de dezembro de 1926 - Clamart, 23 de março de 2020) foi um filósofo francês de inspiração marxista. Foi membro do Partido Comunista Francês por mais de 60 anos.

## Biografia
Filho de gerentes de uma pequena editora, Lucien Sève estudou no Liceu de Chambéry, depois continuou seus estudos no Liceu em Lyon.
Admitido em 1945 na Escola Normal Superior de Paris, cursou filosofia em 1949.
Professor de filosofia no Liceu francês de Bruxelas em 1950, ele foi despojado de seus deveres de "propaganda marxista - leninista".
Em 1956, ele publicou uma antologia comentada dos grandes textos seculares que o levou a aprofundar a filosofia da universidade francesa no século XIX; ele mostra o papel desempenhado por Victor Cousin na luta contra o materialismo e a dialética sob o Segundo Império.
Foi eleito para o comitê central do Partido Comunista Francês em 1961, onde permaneceu membro até 1994.
Em 1964, um publicou um artigo na revista do partido comunista francês "L'École et la Nation", chamado "Não existe doações ", e a tornou conhecida muito além do público docente.
Em 1969, ele publicou o "marxismo e a teoria da personalidade". .Este livro dá origem a um debate aquecido com Louis Althusser sobre a interpretação da VI tese sobre Feuerbach, Marx e conceituação de "essência humana".
De 1970 a 1982, Sève dirigiu a Les Éditions sociales, uma editora do PCF.
Em 1980, apareceu uma introdução à filosofia marxista, uma obra que retrata uma imagem crítica da filosofia clássica e as contribuições dos grandes pensadores materialistas anteriores a década de 1980m, bem como de Marx e Engels, Lenin, Gramsci e Mao Zedong.
Em 1984, Lucien Sève defendeu uma "base" comunista, que ele concebeu apenas com base em um estudo aprofundado da obra de Marx e Engels e que ele apresenta em "comunismo, que segundo vento?".
Membro do Comitê Nacional de Ética Consultiva de 1983 a 2000, ele promoveu o conceito de "pessoa potencial" para resolver as muitas contradições que a ética, em particular a médica, tinha que enfrentar. Em 1994, ele apresentou o resultado de sua experiência e suas reflexões em "Pour une critique de la raison bioéthique".
Sua reflexão, sempre na mesma perspectiva, o leva a questionar a existência e as contribuições do materialismo dialético no estudo da natureza: Ciências e dialética da natureza (1998). Este trabalho foi ampliado pela publicação em 2005 do livro Emergência, complexidade e dialética, sob a coordenação de Janine Guespin-Michel; o capítulo central é particularmente dirigido aos cientistas e demonstra o possível uso de categorias dialéticas na epistemologia de sistemas dinâmicos não lineares. Seis contribuições de cientistas completam a discussão sobre esses assuntos.
Desde 2004, ele empreendeu a publicação de uma síntese em vários volumes, "Pensando com Marx hoje", cujo primeiro volume se chama "Marx e nós", o segundo "L'Homme?", a terceira "filosofia?" e o quarto "comunismo?".
Todo o seu trabalho é um interrogatório sobre a essência humana e o lugar da pessoa em uma concepção materialista dialética e histórica. Este trabalho foi estendido em 2006 em um livro que faz um balanço da questão e reúne quatro artigos publicados em vários periódicos ou jornais: "Qual é a pessoa humana? - Bioética e democracia".
Séve desfiliou-se do PCF . Ele renunciou ao CPF após as eleições regionais em abril de 2010, denunciando o que considerava um "endurecimento da prática democrática" de um partido que "falhou em se transformar".
Ele acrescenta em uma carta aos ativistas que ele não para a luta:
| “ | Para onde eu vou? Para um que ainda não existe, um para construir de maneira a inventar, mesmo se eu considerar, por exemplo, que uma estrutura muito modesta, como os comunistas unitários, pode ser muito útil para envolver o que deve ser | ” |

 Sua análise, que às vezes provoca fortes reações no nível local, sugere maneiras de transformar o CPF e uma estratégia para o estabelecimento do comunismo como ele o concebe, que seria inspirado na  tese estratégica de Marx de que "“A emancipação dos trabalhadores será obra dos próprios trabalhadores".
Entre 9 e 10 de dezembro de 2016 , em uma conferência "Filosofia, Antropologia, Emancipação: por Lucien Sève", é organizado por ocasião dos seus 90 anos, na École normale supérieure e na Sorbonne, pela fundação Gabriel Péri, em parceria com o seminário de Marxismo no XXI, ocorreu o seminário Leituras de Marx (ENS Ulm), GEME ( Grande Edição de Marx e Engels ), Les Éditions sociales, La Dispute et Espaces Marx.

## Morte
Em 23 de março de 2020, Lucien Sève morreu aos 93 anos de idade vítima de complicações da COVID-19.

## Prêmios
- 2008   : Prêmio da União Racionalista por todo o seu trabalho[10]

## Trabalhos
- « Pavlov, Lénine et la psychologie » [1952], dans La Raison, Cahiers de psychopathologie scientifique, n° 9-10, 1954, p. 79-96.
- L'École et la laïcité : anthologie commentée des grands textes laïques, Chambéry, EDSCO, 1965.
- « Henri Lefebvre et la dialectique chez Marx », La Nouvelle Critique, n° 94, p. 55-89.
- La Différence — deux essais : Lenin, philosophe communiste ; Sur « La Somme et le Reste » d'Henri Lefebvre, Paris, Les Essais de la Nouvelle critique, 1960.
- La Philosophie française contemporaine et sa genèse de 1789 à nos jours, précédé de Philosophie et politique, Paris, Éditions sociales, 1962.
- « Les “dons” n'existent pas », L'École et la Nation, outubro de 1964, p. 39-64.
- Marxisme et théorie de la personnalité, Paris, Éditions sociales, 1969 (5ª ed. 1981, avec les postfaces à la 2ª ed [1972] et à la 3ª [1973]; traduit en vingt langues).
- « Marxisme et « essence humaine » - Réponse à Bernard Chouvier », La Nouvelle Critique, n° 54 (nouvelle série), junho de 1972, p. 92-95.
- Avec Catherine Clément et Pierre Bruno, « Psychanalyse et matérialisme historique » [1972], dans Pour une critique marxiste de la théorie psychanalytique, Paris, Éditions sociales, 1973, p. 195-268.
- Ouvrage collectif, « Analyses marxistes de l'aliénation: religion et économie politique » [1973], dans Philosophie et religion, Paris, CERM/ Éditions sociales, 1974, p. 203-254.
- « Introduction à Karl Marx et Friedrich Engels », dans Textes sur la méthode de la science économique (édition bilingue), Paris : Éditions Sociales, 1974, p. 7-31.
- « Lénine et le passage pacifique au socialisme », conférence au CERM, reprise dans Le XXII Congrès, développement léniniste de la stratégie de révolution pacifique, Cahiers du communisme, n° 6, junho de 1976, p. 48-68.
- Avec Jean Fabre et François Hincker, Les Communistes et l'État, Paris, Éditions sociales, 1977.
- Une introduction à la philosophie marxiste, suivie d'un vocabulaire philosophique, Paris, Éditions sociales, 1980 (1ª, 2ª e 3ª ed.)
- « Où en sommes-nous avec le socialisme scientifique ? », La Pensée, n° 232, março-abril de 1983, p. 39-61.
- Structuralisme et dialectique, Paris : Messidor/Éditions Sociales, 1984.
- Ouvrage collectif, La Personnalité en gestation, dans Je/Sur l'individualité, Paris, Messidor/Éditions Sociales, 1987, p. 211-249.
- En collaboration, Recherche biomédicale et respect de la personne humaine, Rapport du Comité consultatif national d'éthique, Paris, La Documentation française, 1988.
- Communisme, quel second souffle ?, Paris, Messidor/Éditions Sociales, 1990.
- Pour une critique de la raison bioéthique, Paris, Éditions Odile Jacob, 1994.
- « La question du communisme », intervention au Congrès Marx international (setembro de 1995), dans Congrès Marx international, Paris, Actuel Marx/PUF, p. 275-285.
- « Althusser et la dialectique », dans Althusser philosophe, sous la direction de Pierre Raymond, Paris, Actuel Marx/PUF, 1997, p. 105-136.
- « Alternative socialiste ou visée communiste ? », intervention au Colloque d'Actuel Marx sur « Le socialisme aujourd'hui » (Nanterre, outubro de 1997), Regards, n° 31, 1998, p. 21-23.
- Ouvrage collectif, coordination Lucien Sève, « Nature, science, dialectique: un chantier à rouvrir », dans Sciences et dialectiques de la nature, Paris : Éditions La Dispute, 1998, p. 23-247.
- Commencer par les fins : la nouvelle question communiste, Paris, Éditions La Dispute, 1999.
- « Argenteuil: des apparences d'un texte aux réalités d'un affrontement », dans Aragon et le Comité central d'Argenteuil, Les annales de la Société des amis de Louis Aragon et Elsa Triolet, n° 2, 2000, p. 49-71.
- « Émancipation sociale et libre développement de chacun », Cahiers d'histoire, n° 80-81, 3ª-4ª trimestre 2000, p. 111-124.
- « Sciences de l'homme et de la société, la responsabilité des scientifiques », Actes des journées d'études tenues en 1996 et 1998, Réseau national pluridisciplinaire Sciences de l'homme et de la société, éthique et déontologie des métiers de la recherche, sous la direction de Jean-Paul Terrenoire, préface de Lucien Sève, Paris-Budapest-Torino, L'Harmattan, 2001 ISBN 2747513718.
- Ouvrage collectif sous la direction d'Yves Clot, « Quelles contradictions ? : à propos de Piaget, Vygotski et Marx », dans Avec Vygotski, Éditions La Dispute, 1999 (2ª, 2002).
- « Historische Individualitätsformen », dans Historisch-kritisches Wörterbuch des Marxismus, sous la direction de W.F.Haug, Berlin, Éditions Argument, tome 6/1, 2004.
- Penser avec Marx aujourd'hui. I. Marx et nous, Paris, Éditions La Dispute, 2004.
- Ouvrage collectif, coordonné par J. Guespin-Michel, « De quelle culture logico-philosophique la pensée du non-linéaire a-t-elle besoin ? », dans Émergence, complexité et dialectique: sur les systèmes dynamiques non-linéaires, Paris : Éditions Odile Jacob, 2005 ISBN 2738116264.
- Qu'est-ce que la personne humaine?: bioéthique et démocratie, Paris : Éditions La Dispute, 2006 ISBN 9782843031328.
- Penser avec Marx aujourd'hui. II. L'homme?, Paris : Éditions La Dispute, 2008 ISBN 9782843031694.
- Aliénation et émancipation, Paris : Éditions La Dispute, 2012 ISBN 9782843032356.
- Penser avec Marx aujourd'hui. III. La philosophie ?, Paris, Éditions La Dispute, 2014 ISBN 9782843032561.
- Pour une science de la biographie, suivi de « Formes historiques d'individualité », Paris, collection « Les parallèles », Éditions sociales, 2015 ISBN 9782353670208.
- Une lecture très critique de l'historiographie dominante, suivi d'un choix de textes de Lénine, Paris, Éditions sociales, 14 de setembro de 2017, ISBN 9782353670383.
- Capitalexit ou catastrophe. Entretiens avec Jean Sève, Paris, éditions La Dispute, 2018.
- Penser avec Marx aujourd'hui. IV. Le communisme ?, Première partie, Paris, éditions La Dispute, 2019.